# Sekretarz stanu Stolicy Apostolskiej
Sekretarz stanu Stolicy Apostolskiej, zwany także Sekretarzem stanu Jego Świątobliwości, bądź kardynałem Sekretarzem Stanu – druga (nieformalnie) po papieżu osoba w hierarchii Stolicy Apostolskiej i utożsamiana zwyczajowo z funkcją jej „szefa rządu”, zawsze w randze kardynała. Jest szefem Sekretariatu Stanu złożonego z dwóch sekcji: spraw ogólnych (służy papieżowi pomocą w sprawach codziennych) i stosunków z państwami (sprawy zagraniczne).

## Obowiązki
Sekretarz stanu jest mianowany przez papieża i służy mu jako jeden z głównych doradców. Od pontyfikatu Innocentego X sekretarz musi być kardynałem i nie może należeć do rodziny papieża. Duchowny nieposiadający wymaganego tytułu może pełnić obowiązki sekretarza tylko w czasie wakatu.
Kadencja sekretarza stanu kończy się, gdy papież, który go mianował umiera lub rezygnuje. Sede vacante były sekretarz jest członkiem komisji razem z kamerlingiem i byłym przewodniczącym Papieskiej Komisji ds. Państwa Watykańskiego. Komisja ta pełni niektóre funkcje głowy państwa Watykanu póki nie zostanie wybrany nowy papież. Po wyborze nowego papieża, sekretarz stanu traci swoje stanowisko, ale może zostać mianowany ponownie.

## Historia
Urząd sekretarza stanu ma swoje korzenie we wczesnym XVI wieku, kiedy papież Leon X utworzył stanowisko papieskiego sekretarza osobistego (secretarius intimus) aby zajmował się kontaktami z misjami dyplomatycznymi Stolicy Apostolskiej, które dopiero zaczynały posiadać stałe siedziby. Na tym etapie funkcja sekretarza była stosunkowo niewielkim urzędem. Administracja Stolicy Apostolskiej była zarządzana przez jednego z pozostałych kardynałów, który zazwyczaj był również krewnym papieża (cardinalis nepos).
Sytuacja zmieniła się po tym jak Juliusz III powierzył funkcję zarządcy administracji Innocenzo Ciocchi del Monte – nastoletniemu niemal analfabecie, który wychował się na ulicy i dopiero co został adoptowany przez brata papieża Juliusza. Nowy zarządca okazał się niekompetentny i Juliusz III postanowił zwiększyć zakres obowiązków sekretarza stanu aby wyręczał on papieskiego bratanka. Od 1644 roku w stosunku do sekretarza stanu zaczęto używać tytułu Kardynała Sekretarza Stanu Stolicy Apostolskiej. Rola Sekretarza wzrosła najbardziej podczas soboru trydenckiego, kiedy to zaczął przejmować pierwszorzędną pozycję w Kurii Rzymskiej od Kancelarii Apostolskiej. Innocenty X był pierwszym papieżem, który nadał nowoczesny charakter urzędowi sekretarza stanu.
W 1692 roku papież Innocenty XII oficjalnie zlikwidował urząd cardinalis nepos i odtąd to sekretarz stanu był najważniejszą zaraz po papieżu osobą w Stolicy Apostolskiej.
W 1968 roku papież Paweł VI w motu proprio „Quo aptius” z 27 lutego 1973 zlikwidował Kancelarię Apostolską i urząd Kanclerza Świętego Kościoła Rzymskiego i przekazał wszelkie prawa oraz obowiązki związane z tym stanowiskiem sekretarzowi stanu.
W latach 1944–1958 nie było osoby na stanowisku sekretarza stanu, jego obowiązki pełnił osobiście papież Pius XII.
Trzech sekretarzy stanu zostało później papieżami. Byli to:
- Fabio Chigi (Aleksander VII)
- Giulio Rospigliosi (Klemens IX)
- Eugenio Pacelli (Pius XII)

## Lista sekretarzy stanu Stolicy Apostolskiej
| Herb         | Portret/Zdjęcie | Imię i nazwisko                                           | Pochodzenie                                | Początek urzędowania | Koniec urzędowania   | Papież          |
| ------------ | --------------- | --------------------------------------------------------- | ------------------------------------------ | -------------------- | -------------------- | --------------- |
|              |                 | Girolamo Dandini (ur. 1509, zm. 1559)                     | Cesena, Państwo Kościelne                  | 1550                 | 1555                 | Juliusz III     |
|              |                 | Karol Boromeusz (ur. 1538, zm. 1584)                      | Aarona, Hiszpania                          | 21 grudnia 1560      | 1565                 | Pius IV         |
|              |                 | Tolomeo Gallio (ur. 1527, zm. 1607)                       | Cernobbio, Święte Cesarstwo Rzymskie       | 1565                 | 1566                 | Pius IV         |
|              |                 | Girolamo Rusticucci (ur. 1537, zm. 1603)                  | Cartoceto, Państwo Kościelne               | 1566                 | 1572                 | Pius V          |
|              |                 | Tolomeo Gallio (ur. 1527, zm. 1607)                       | Cernobbio, Święte Cesarstwo Rzymskie       | 1572                 | 1585                 | Grzegorz XIII   |
|              |                 | Decio Azzolini (ur. 1549, zm. 1587)                       | Fermo, Państwo Kościelne                   | 1585                 | 1587                 | Sykstus V       |
|              |                 | Antonio Maria Graziani (ur. ?, zm. 1611)                  |                                            | 1587                 | 1590                 | Sykstus V       |
|              |                 | Giovanni Andrea Caligari (ur. ?, zm. 1613)                |                                            | 1590                 | 1591                 | Grzegorz XIV    |
| Innocenty IX |                 | Giovanni Andrea Caligari (ur. ?, zm. 1613)                |                                            | 1590                 | 1591                 |                 |
|              |                 | Pietro Aldobrandini (ur. 1571, zm. 1621)                  | Rzym, Państwo Kościelne                    | 1592                 | 1605                 | Klemens VIII    |
|              |                 | Cinzio Passeri Aldobrandini (ur. 1551, zm. 1610)          | Senigallia, Państwo Kościelne              | 1592                 | 1605                 | Klemens VIII    |
|              |                 | Roberto Ubaldini (ur. 1581, zm. 1635)                     | Florencja, Święte Cesarstwo Rzymskie       | 1605                 | 1605                 | Paweł V         |
|              |                 | Erminio Valenti (ur. 1564, zm. 1618)                      | Spoleto, Święte Cesarstwo Rzymskie         | 1605                 | 1605                 | Paweł V         |
|              |                 | Lanfranco Margotti (ur. 1558, zm. 1611)                   | Parma, Święte Cesarstwo Rzymskie           | 1605                 | 1611                 | Paweł V         |
|              |                 | Martino Malacrida                                         |                                            | 1605                 | 1609                 | Paweł V         |
|              |                 | Giovanni Battista Perugini                                |                                            | 1611                 | 1613                 | Paweł V         |
|              |                 | Porfirio Feliciani                                        |                                            | 1611                 | 1621                 | Paweł V         |
|              |                 | Giovanni Battista Agucchi (ur. 1570, zm. 1632)            | Bolonia, Państwo Kościelne                 | 1621                 | 1623                 | Grzegorz XV     |
|              |                 | Lorenzo Magalotti (ur. 1584, zm. 1637)                    | Florencja, Święte Cesarstwo Rzymskie       | 1623                 | 1628                 | Urban VIII      |
|              |                 | Lorenzo Azzolini (ur. 1583, zm. 1633)                     | Fermo, Państwo Kościelne                   | 1628                 | 1632                 | Urban VIII      |
|              |                 | Pietro Benessa                                            |                                            | 1632                 | 1634                 | Urban VIII      |
|              |                 | Francesco Adriano Ceva (ur. 1580, zm. 1655)               | Mondovì, Święte Cesarstwo Rzymskie         | 1634                 | 1643                 | Urban VIII      |
|              |                 | Giovanni Battista Spada (ur. 1597, zm. 1675)              | Lyon, Francja                              | 1643                 | 1644                 | Urban VIII      |
|              |                 | Giovanni Giacomo Panciroli (ur. 1587, zm. 1651)           | Rzym, Państwo Kościelne                    | wrzesień 1644        | 1651                 | Innocenty X     |
|              |                 | Fabio Chigi (ur. 1599, zm. 1667)                          | Siena, Państwo Kościelne                   | grudzień 1651        | 7 stycznia 1655      | Innocenty X     |
|              |                 | Giulio Rospigliosi (ur. 1600, zm. 1669)                   | Pistoia, Święte Cesarstwo Rzymskie         | kwiecień 1655        | 20 czerwca 1667      | Aleksander VII  |
|              |                 | Decio Azzolini (ur. 1623, zm. 1689)                       | Fermo, Państwo Kościelne                   | 25 czerwca 1667      | 9 grudnia 1669       | Klemens IX      |
|              |                 | Federico Borromeo (ur. 1617, zm. 1673)                    | Mediolan, Święte Cesarstwo Rzymskie        | maj 1670             | 18 lutego 1673       | Klemens X       |
|              |                 | Francesco Nerli (ur. 1636, zm. 1708)                      | Rzym, Państwo Kościelne                    | sierpień 1673        | 22 lipca 1676        | Klemens X       |
|              |                 | Alderano Cibo (ur. 1613, zm. 1700)                        | Genua, Święte Cesarstwo Rzymskie           | 23 września 1676     | 12 sierpnia 1689     | Innocenty XI    |
|              |                 | Giambattista Rubini (ur. 1642, zm. 1707)                  | Wenecja, Republika Wenecka                 | październik 1689     | 1691                 | Aleksander VIII |
|              |                 | Fabrizio Spada (ur. 1643, zm. 1717)                       | Rzym, Państwo Kościelne                    | 14 lipca 1691        | 27 września 1700     | Innocenty XII   |
|              |                 | Fabrizio Paolucci (ur. 1651, zm. 1726)                    | Forlì, Państwo Kościelne                   | 3 grudnia 1700       | 19 marca 1721        | Klemens XI      |
|              |                 | Giorgio Spinola (ur. 1667, zm. 1739)                      | Genua, Republika Genui                     | 10 maja 1721         | 7 marca 1724         | Innocenty XIII  |
|              |                 | Fabrizio Paolucci (ur. 1651, zm. 1726)                    | Forlì, Państwo Kościelne                   | 6 czerwca 1724       | 12 czerwca 1726      | Benedykt XIII   |
|              |                 | Nicolò Maria Lercari (ur. 1675, zm. 1757)                 | Taggia, Republika Genui                    | 14 stycznia 1726     | 21 lutego 1730       | Benedykt XIII   |
|              |                 | Antonio Banchieri (ur. 1667, zm. 1733)                    | Pistoia, Wielkie Księstwo Toskanii         | 15 lipca 1730        | 16 września 1733     | Klemens XII     |
|              |                 | Giuseppe Firrao (ur. 1670, zm. 1744)                      | Luzzi, Hiszpania                           | 4 października 1733  | 6 lutego 1740        | Klemens XII     |
|              |                 | Silvio Valenti Gonzaga (ur. 1690, zm. 1756)               | Mantua, Księstwo Mantui                    | 20 sierpnia 1740     | 28 sierpnia 1756     | Klemens XII     |
| Benedykt XIV |                 | Silvio Valenti Gonzaga (ur. 1690, zm. 1756)               | Mantua, Księstwo Mantui                    | 20 sierpnia 1740     | 28 sierpnia 1756     |                 |
|              |                 | Alberico Archinto (ur. 1698, zm. 1758)                    | Mediolan, Hiszpania                        | 10 września 1756     | 30 września 1758     |                 |
|              |                 | Luigi Maria Torregiani (ur. 1697, zm. 1777)               | Florencja, Wielkie Księstwo Toskanii       | 8 października 1758  | 2 lutego 1769        | Klemens XIII    |
|              |                 | Lazzaro Opizio Pallavicini (ur. 1719, zm. 1785)           | Genua, Republika Genui                     | 19 maja 1769         | 23 lutego 1785       | Klemens XIV     |
| Pius VI      |                 | Lazzaro Opizio Pallavicini (ur. 1719, zm. 1785)           | Genua, Republika Genui                     | 19 maja 1769         | 23 lutego 1785       |                 |
|              |                 | Ignazio Gaetano Boncompagni-Ludovisi (ur. 1743, zm. 1790) | Rzym, Państwo Kościelne                    | 29 czerwca 1785      | 30 września 1789     |                 |
|              |                 | Francesco Saverio de Zelada (ur. 1717, zm. 1801)          | Rzym, Państwo Kościelne                    | 14 października 1789 | sierpień 1796        |                 |
|              |                 | Ignazio Busca (ur. 1731, zm. 1803)                        | Mediolan, Monarchia Habsburgów             | 9 sierpnia 1796      | 18 marca 1797        |                 |
|              |                 | Giuseppe Maria Doria Pamphili (ur. 1751, zm. 1816)        | Genua, Republika Genui                     | 16 marca 1797        | 29 sierpnia 1799     |                 |
|              |                 | Ercole Consalvi (ur. 1757, zm. 1824)                      | Rzym, Państwo Kościelne                    | 11 sierpnia 1800     | 17 czerwca 1806      | Pius VII        |
|              |                 | Filippo Casoni (ur. 1773, zm. 1811)                       | Sarzana, Republika Genui                   | czerwiec 1806        | luty 1808            | Pius VII        |
|              |                 | Giuseppe Maria Doria Pamphili (ur. 1751, zm. 1816)        | Genua, Republika Genui                     | 1808                 | 1808                 | Pius VII        |
|              |                 | Bartolomeo Pacca (ur. 1756, zm. 1844)                     | Benewent, Królestwo Neapolu                | 18 czerwca 1808      | styczeń 1814         | Pius VII        |
|              |                 | Ercole Consalvi (ur. 1757, zm. 1824)                      | Rzym, Państwo Kościelne                    | 17 maja 1814         | 20 września 1823     | Pius VII        |
|              |                 | Giulio Maria della Somaglia (ur. 1744, zm. 1830)          | Piacenza, Księstwo Parmy i Piacenzy        | 28 września 1823     | 17 stycznia 1828     | Leon XII        |
|              |                 | Tommaso Bernetti (ur. 1779, zm. 1852)                     | Fermo, Państwo Kościelne                   | 17 czerwca 1828      | 10 lutego 1829       | Leon XII        |
|              |                 | Giuseppe Albani                                           | Rzym, Państwo Kościelne                    | 31 marca 1829        | 30 listopada 1830    | Pius VIII       |
|              |                 | Tommaso Bernetti (ur. 1779, zm. 1852)                     | Fermo, Państwo Kościelne                   | 1831                 | 1836                 | Grzegorz XVI    |
|              |                 | Luigi Lambruschini (ur. 1776, zm. 1854)                   | Sestri Levante, Republika Genui            | 12 czerwca 1836      | 1 czerwca 1846       | Grzegorz XVI    |
|              |                 | Tommaso Pasquale Gizzi (ur. 1787, zm. 1849)               | Ceccano, Państwo Kościelne                 | 8 sierpnia 1846      | 5 lipca 1847         | Pius IX         |
|              |                 | Gabriele Ferretti (ur. 1795, zm. 1860)                    | Ankona, Państwo Kościelne                  | 17 lipca 1847        | 31 grudnia 1847      | Pius IX         |
|              |                 | Giuseppe Bofondi (ur. 1795, zm. 1867)                     | Forlì, Państwo Kościelne                   | 1 lutego 1848        | 10 marca 1848        | Pius IX         |
|              |                 | Giacomo Antonelli (ur. 1806, zm. 1876)                    | Sonnino, Państwo Kościelne                 | 10 marca 1848        | 4 maja 1848          | Pius IX         |
|              |                 | Antonio Francesco Orioli (ur. 1778, zm. 1852)             | Bagnacavallo, Państwo Kościelne            | 5 maja 1848          | 4 czerwca 1848       | Pius IX         |
|              |                 | Giovanni Soglia Ceroni (ur. 1779, zm. 1856)               | Casola Valsenio, Państwo Kościelne         | 4 czerwca 1848       | 29 listopada 1848    | Pius IX         |
|              |                 | Giacomo Antonelli (ur. 1806, zm. 1876)                    | Sonnino, Państwo Kościelne                 | 29 października 1848 | 6 października 1876  | Pius IX         |
|              |                 | Giovanni Simeoni (ur. 1816, zm. 1892)                     | Paliano, Włochy                            | 18 grudnia 1876      | 7 lutego 1878        | Pius IX         |
|              |                 | Alessandro Franchi (ur. 1819, zm. 1878)                   | Rzym, Włochy                               | 5 marca 1878         | 31 lipca 1878        | Leon XIII       |
|              |                 | Lorenzo Nina (ur. 1812, zm. 1885)                         | Recanati, Włochy                           | 9 sierpnia 1878      | 16 grudnia 1880      | Leon XIII       |
|              |                 | Lodovico Jacobini (ur. 1832, zm. 1887)                    | Genzano di Roma, Włochy                    | 16 grudnia 1880      | 28 lutego 1887       | Leon XIII       |
|              |                 | Mariano Rampolla del Tindaro (ur. 1843, zm. 1913)         | Polizzi Generosa, Królestwo Obojga Sycylii | 2 czerwca 1887       | 20 lipca 1903        | Leon XIII       |
|              |                 | Rafael Merry del Val (ur. 1865, zm. 1930)                 | Londyn, Wielka Brytania                    | 12 listopada 1903    | 20 sierpnia 1914     | Pius X          |
|              |                 | Domenico Ferrata (ur. 1847, zm. 1914)                     | Gradoli, Włochy                            | 4 września 1914      | 10 października 1914 | Benedykt XV     |
|              |                 | Pietro Gasparri (ur. 1852, zm. 1934)                      | Perugia, Włochy                            | 13 października 1914 | 7 lutego 1930        | Benedykt XV     |
| Pius XI      |                 | Pietro Gasparri (ur. 1852, zm. 1934)                      | Perugia, Włochy                            | 13 października 1914 | 7 lutego 1930        |                 |
|              |                 | Eugenio Pacelli (ur. 1876, zm. 1958)                      | Rzym, Włochy                               | 9 lutego 1930        | 10 lutego 1939       |                 |
|              |                 | Luigi Maglione (ur. 1877, zm. 1944)                       | Casoria, Włochy                            | 10 marca 1939        | 22 sierpnia 1944     | Pius XII        |
|              |                 | Pius XII (ur. 1876, zm. 1958)                             | Rzym, Włochy                               | 1944                 | 1958                 | Pius XII        |
|              |                 | Domenico Tardini (ur. 1888, zm. 1961)                     | Rzym, Włochy                               | 14 grudnia 1958      | 30 lipca 1961        | Jan XXIII       |
|              |                 | Amleto Giovanni Cicognani (ur. 1883, zm. 1973)            | Brisighella, Włochy                        | 12 sierpnia 1961     | 30 kwietnia 1969     | Jan XXIII       |
| Paweł VI     |                 | Amleto Giovanni Cicognani (ur. 1883, zm. 1973)            | Brisighella, Włochy                        | 12 sierpnia 1961     | 30 kwietnia 1969     |                 |
|              |                 | Jean-Marie Villot (ur. 1905, zm. 1979)                    | Saint-Amant-Tallende, Francja              | 2 maja 1969          | 9 marca 1979         |                 |
| Jan Paweł I  |                 | Jean-Marie Villot (ur. 1905, zm. 1979)                    | Saint-Amant-Tallende, Francja              | 2 maja 1969          | 9 marca 1979         |                 |
| Jan Paweł II |                 | Jean-Marie Villot (ur. 1905, zm. 1979)                    | Saint-Amant-Tallende, Francja              | 2 maja 1969          | 9 marca 1979         |                 |
|              |                 | Agostino Casaroli (ur. 1914, zm. 1998)                    | Castel San Giovanni, Włochy                | 1 lipca 1979         | 1 grudnia 1990       |                 |
|              |                 | Angelo Sodano (ur. 1927, zm. 2022)                        | Isola d’Asti, Włochy                       | 29 czerwca 1991      | 15 września 2006     |                 |
| Benedykt XVI |                 | Angelo Sodano (ur. 1927, zm. 2022)                        | Isola d’Asti, Włochy                       | 29 czerwca 1991      | 15 września 2006     |                 |
|              |                 | Tarcisio Bertone (ur. 1934)                               | Romano Canavese, Włochy                    | 15 września 2006     | 15 października 2013 |                 |
| Franciszek   |                 | Tarcisio Bertone (ur. 1934)                               | Romano Canavese, Włochy                    | 15 września 2006     | 15 października 2013 |                 |
|              |                 | Pietro Parolin (ur. 1955)                                 | Schiavon, Włochy                           | 18 listopada 2013    | nadal                |                 |